# Brandon Lake
Michael Brandon Lake (Dallas, 1990. június 21. –) amerikai kortárs keresztény énekes, dalszerző és gitáros.
A Bethel Music és Maverick City Music korábbi tagja. Első albumját 2015-ben, Closer néven adta ki. Lake 2019 januárjában szerződést kötött a Bethel Music-kal és Tasha Cobbs Leonard This Is a Move című dalának saját változatával debütált. Ezen dal dalszerzői hozzájárulása miatt megkapta a GMA Dove Reward Gospel Worship Recorded Song of the Year díjat 2019-ben, valamint az első Grammy-díjra jelölését is ennek köszönhette. 2020-ban, kiadta a második stúdióalbumát, a House of Miracle-t.
Közreműködött az Elevation Worship Graves into Gardens című dalában, amelyel a GMA Dove Reward díját megnyerte két kategóriában. 2022-ben kiadta a harmadik stúdióalbumát, a Help!-et, továbbá kiadta a Gratitude című dalát kislemezként a House of Miracles albumról. 2023-ban Coat of Many Colors néven jelent meg negyedik stúdióalbumja. A 2025-ben megjelent King of Hearts albumon több műfaj is keveredik, köztük gospel (I Know a Name CeCe Winans közreműködésével), country (Daddy’s DNA), hard rock (Sevens).

## Magánélet
Lake és Brittany 2011. február 5-én házasodtak össze. Három gyerekük született: Blaise, Beau és Banner.

## Diszkográfia

### Albumok
| Év   | Album               | Legjobb helyezés | Legjobb helyezés     | Legjobb helyezés       | Legjobb helyezés            |
| Év   | Album               | Egyesült államok | Top Christian albums | Egyesült Királyság c&g | Egyesült Királyság download |
| ---- | ------------------- | ---------------- | -------------------- | ---------------------- | --------------------------- |
| 2016 | Closer              | -                | -                    | -                      | -                           |
| 2020 | House of Miracles   | -                | 6                    | -                      | -                           |
| 2022 | Help!               | -                | 18                   | -                      | -                           |
| 2023 | Coat of Many Colors | 135              | 1                    | 9                      | 74                          |
| 2025 | King of Hearts      | 7                | 1                    | 1                      | 30                          |

### Slágerlistás dalok/Kislemezek
| Év   | Dal                                                                | Legjobb helyezés | Legjobb helyezés    | Legjobb helyezés  | Legjobb helyezés | Minősítések   | Album                                                 |
| Év   | Dal                                                                | Egyesült államok | Hot Christian Songs | Christian Airplay | Világszerte      | Minősítések   | Album                                                 |
| ---- | ------------------------------------------------------------------ | ---------------- | ------------------- | ----------------- | ---------------- | ------------- | ----------------------------------------------------- |
| 2016 | Run to You                                                         | -                | -                   | -                 | -                |               | Closer                                                |
| 2019 | This Is a Move                                                     | -                | 36                  | -                 | -                |               |                                                       |
| 2020 | We Praise You (a Bethel Music közreműködésével)                    | -                | -                   | 46                | -                |               | Revival's in the Air                                  |
| 2020 | I Need a Ghost                                                     | -                | -                   | 27                | -                |               | House of Miracles                                     |
| 2020 | Just Like Heaven                                                   | -                | 26                  | -                 | -                |               | House of Miracles                                     |
| 2021 | Too Good to Not Believe (a Bethel Music közreműködésével)          | -                | 17                  | 14                | -                |               | Homecoming                                            |
| 2021 | Too Good to Not Believe (Cody Carnes közreműködésével)             | -                | 45                  | 40                | -                |               |                                                       |
| 2021 | I See You (Chris Tomlin közreműködésével)                          | -                | 31                  | 50                | -                |               | Always                                                |
| 2022 | Honey in the Rock (Brooke Ligertwood közreműködésével)             | -                | 7                   | 9                 | -                |               | Seven                                                 |
| 2022 | Help!                                                              | -                | -                   | -                 | -                |               | Help!                                                 |
| 2022 | Gratitude                                                          | -                | 1                   | 1                 | -                | RIAA: Arany   | House of Miracles                                     |
| 2022 | Graves (KB közreműködésével)                                       | -                | 33                  | -                 | -                |               | His Glory Alone II                                    |
| 2023 | Plead the Blood (Chris Davenport és Cody Carnes közreműködésével)  | -                | -                   | 46                | -                |               | Time                                                  |
| 2023 | Talking to Jesus (Thomas Rhett közreműködésével)                   | -                | 26                  | -                 | -                |               |                                                       |
| 2023 | Praise You Anywhere                                                | -                | 1                   | 2                 | -                | RIAA: Arany   | Coat of Many Colors                                   |
| 2023 | People of Heaven (Phil Wickham közreműködésével)                   | -                | 40                  | -                 | -                |               |                                                       |
| 2023 | Count 'Em                                                          | -                | 19                  | 18                | -                |               | Coat of Many Colors                                   |
| 2024 | Miracle Child                                                      | -                | 20                  | 15                | -                |               | Coat of Many Colors                                   |
| 2024 | Love of God (Phil Wickham közreműködésével)                        | -                | 20                  | -                 | -                |               |                                                       |
| 2024 | That's Who I Praise                                                | -                | 1                   | 1                 | -                |               | [[King of Hearts (Brandon Lake-album)\|King of Hearts |
| 2024 | Hard Fought Hallelujah (szólóban vagy Jelly Roll közreműködésével) | 40               | 1                   | 1                 | 197              | RIAA: platina | King of Hearts                                        |
| 2025 | Can't Steal My Joy (Josiah Queen közreműködésével)                 | -                | 11                  | 23                | -                |               |                                                       |
| 2025 | I Know a Name (Elevation Worship és Chris Brown közreműködésével)  | -                | 5                   | 11                | -                |               | King of Hearts                                        |
| 2025 | Sevens                                                             | -                | 15                  |                   | -                |               | King of Hearts                                        |

### Középlemezek
| Év   | Lemez                          |      |             |
| ---- | ------------------------------ | ---- | ----------- |
| Év   | Lemez                          | 2021 | Almond Eyes |
| 2022 | Song Sessions                  |      |             |
| 2024 | Apple Music Nashville Sessions |      |             |

## Fordítás
- Ez a szócikk részben vagy egészben  a   Brandon Lake című angol Wikipédia-szócikk fordításán alapul.  Az eredeti cikk szerkesztőit annak laptörténete sorolja fel. Ez a jelzés csupán a megfogalmazás eredetét és a szerzői jogokat jelzi, nem szolgál a cikkben szereplő információk forrásmegjelöléseként.
- Ez a szócikk részben vagy egészben  a   Brandon Lake discography című angol Wikipédia-szócikk fordításán alapul.  Az eredeti cikk szerkesztőit annak laptörténete sorolja fel. Ez a jelzés csupán a megfogalmazás eredetét és a szerzői jogokat jelzi, nem szolgál a cikkben szereplő információk forrásmegjelöléseként.